# Alphonso Barto
Alphonso Barto (Hinesburg, 24 maggio 1834 – Saint Cloud, 4 novembre 1899) è stato un politico statunitense.
Nacque nel Vermont e successivamente si trasferì nel Minnesota dove divenne vicegovernatore sotto il governatore Cushman K. Davis.
Ebbe due mogli: Harriet E. Hitchcock e Charlotte A. Allen. Morì nel 1899 a Saint Cloud.